# یوکیهیکو تسوتسومی
یوکیهیکو تسوتسومی (به ژاپنی: 堤幸彦 Tsutsumi Yukihiko) یک کارگردان فیلم ژاپنی است. از فیلم‌های او می‌توان به ۱۰ دلاور سانادا (۲۰۱۶) اشاره کرد.